# Bennettiella insularis
Bennettiella insularis är en djurart som tillhör fylumet slemmaskar, och som först beskrevs av Gibson 1981.  Bennettiella insularis ingår i släktet Bennettiella och familjen Cerebratulidae. Inga underarter finns listade i Catalogue of Life.